# Nagyhegyes, Hajdú-Bihar
Nagyhegyes  este un sat în districtul Hajdúszoboszló, județul Hajdú-Bihar, Ungaria, având o populație de 2.788 de locuitori (2011). 

## Demografie
Componența etnică a satului Nagyhegyes
     Maghiari (98,92%)
     Necunoscut (0,33%)
     Alții (0,74%)
Componența confesională a satului Nagyhegyes
     Fără religie (57,57%)
     Reformați (16,07%)
     Romano-catolici (3,69%)
     Necunoscută (21,16%)
     Alte religii (2,22%)
Conform recensământului din 2011, satul Nagyhegyes avea 2.788 de locuitori. Din punct de vedere etnic, majoritatea locuitorilor (98,92%) erau maghiari. Apartenența etnică nu este cunoscută în cazul a 0,33% din locuitori.  Din punct de vedere confesional, majoritatea locuitorilor (57,57%) erau persoane fără religie, existând și minorități de reformați (16,07%) și romano-catolici (3,69%). Pentru 21,16% din locuitori nu este cunoscută apartenența confesională.